# Trachurus declivis
 Trachurus declivis és una espècie de peix de la família dels caràngids i de l'ordre dels perciformes.

## Morfologia
Els mascles poden assolir els 64 cm de longitud total.

## Distribució geogràfica
Es troba des d'Austràlia Occidental fins a Nova Gal·les del Sud i Nova Zelanda.